# Адміністративний устрій Високопільського району
Адміністративний устрій Високопільського району — адміністративно-територіальний поділ Високопільського району Херсонської області на 1 селищну, 1 сільську громади, 1 селищну та 4 сільські ради, які об'єднують 36 населених пунктів та підпорядковані Високопільській районній раді. Адміністративний центр — смт Високопілля.

## Список громадВисокопільського району
- Високопільська селищна громада
- Кочубеївська сільська громада

## Список радВисокопільського району
| № | Назва                          | Центр             | Населені пункти                       | Площа км² | Місце за площею | Населення (2001), чол. | Місце за населенням | Розташування |
| - | ------------------------------ | ----------------- | ------------------------------------- | --------- | --------------- | ---------------------- | ------------------- | ------------ |
| 1 | Архангельська селищна рада     | смт Архангельське | смт Архангельське с. Блакитне         |           |                 |                        |                     |              |
| 2 | Зарічненська сільська рада     | c. Зарічне        | c. Зарічне с. Благодатне с. Мар'їне   |           |                 |                        |                     |              |
| 3 | Іванівська сільська рада       | c. Іванівка       | c. Іванівка с. Миколаївка             |           |                 |                        |                     |              |
| 4 | Новомиколаївська сільська рада | c. Новомиколаївка | c. Новомиколаївка с. Червоноармійське |           |                 |                        |                     |              |
| 5 | Новопетрівська сільська рада   | c. Новопетрівка   | c. Новопетрівка с. Ольгине            |           |                 |                        |                     |              |

* Примітки: м. — місто, с-ще — селище, смт — селище міського типу, с. — село